# Muggendorf (Ausztria)
Muggendorf osztrák község Alsó-Ausztria Bécsújhelyvidéki járásában. 2020 januárjában 517 lakosa volt. 

## Elhelyezkedése

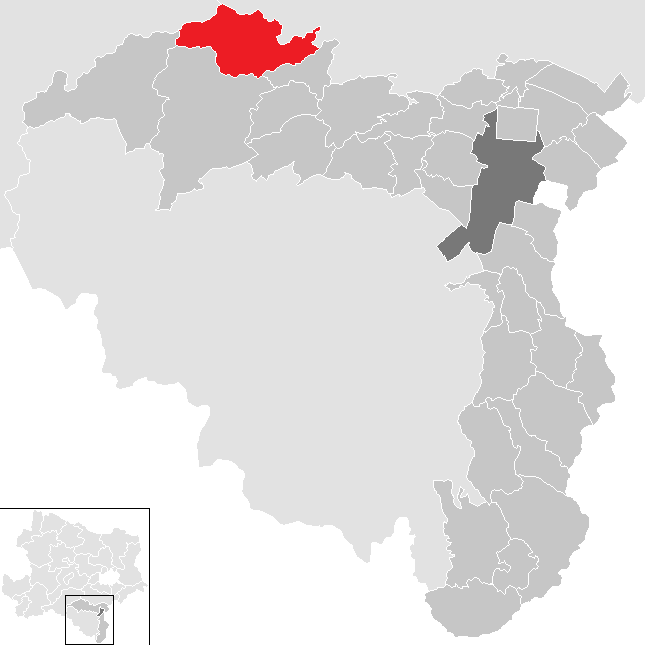
Muggendorf a Bécsújhelyvidéki járásban

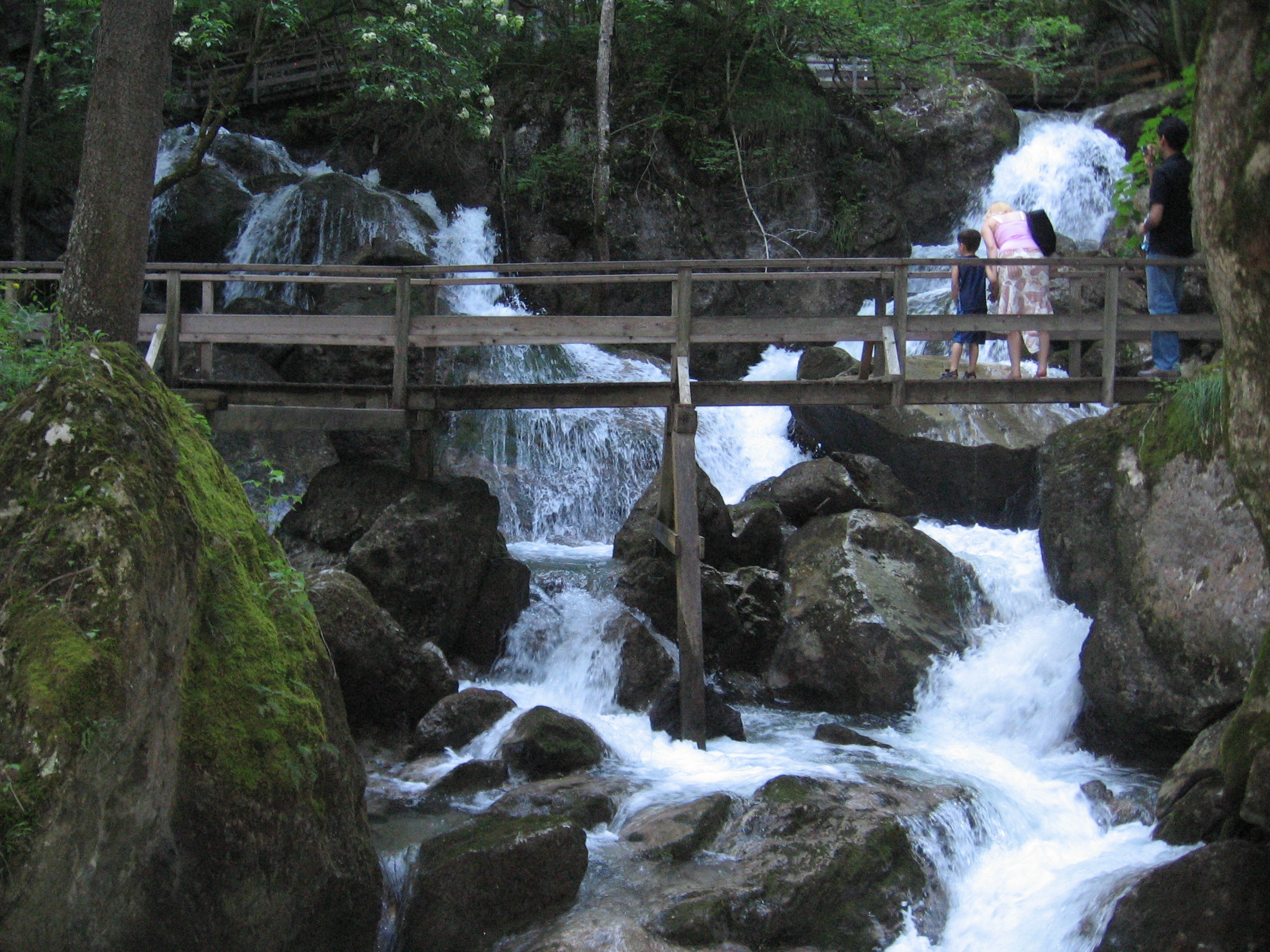
A Myra-vízesés

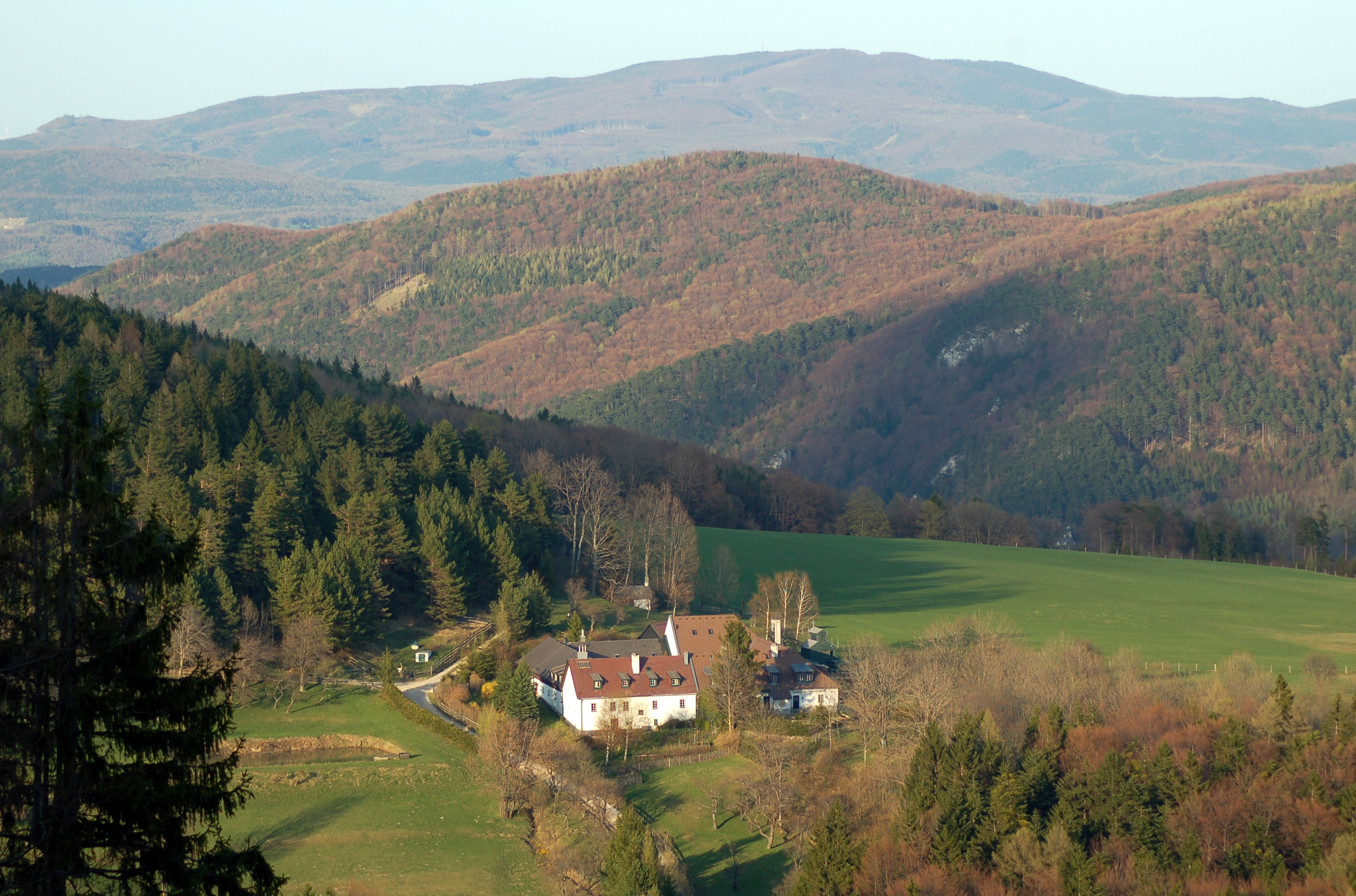
A Berg-tanya Muggendorfban

Muggendorf a tartomány Industrieviertel régiójában fekszik a Gutensteini-Alpokban, a Myrabach folyó völgyében. Területének 91,6%-a erdő, 6,7% áll mezőgazdasági művelés alatt. Az önkormányzat 3 településrészt és falut egyesít: Kreuth (24 lakos 2020-ban), Muggendorf (361) és Thal (132).
A környező önkormányzatok: délkeletre Pernitz, délre Gutenstein, délnyugatra Rohr im Gebirge, északnyugatra Ramsau, északkeletre Furth an der Triesting keletre Pottenstein. 

## Lakosság
A muggendorfi önkormányzat területén 2020 januárjában 517 fő élt. A lakosságszám 2001 óta enyhén csökken. 2018-ban az ittlakók 92,6%-a volt osztrák állampolgár; a külföldiek közül 2,3% a régi (2004 előtti), 1,9% az új EU-tagállamokból érkezett. 2,7% a volt Jugoszlávia (Szlovénia és Horvátország nélkül) vagy Törökország, 0,4% egyéb országok polgára volt. 2001-ben a lakosok 79,8%-a római katolikusnak, 3,8% evangélikusnak, 1,7% mohamedánnak, 9,8% pedig felekezeten kívülinek vallotta magát. Ugyanekkor a legnagyobb nemzetiségi csoportokat a német (95%) mellett a törökök (1,5%), a szerbek (1,3%) és a horvátok (1%) alkották. 
A népesség változása:

| 2016 | 524 |
| 2018 | 528 |

## Látnivalók
- a Myra-vízesés
- a Myra-vízierőmű
- a Steinwandklamm-szurdok
- a Conrad-obszervatórium geofizikai kutatóállomás

## Fordítás
- Ez a szócikk részben vagy egészben  a   Muggendorf (Niederösterreich) című német Wikipédia-szócikk ezen változatának fordításán alapul.  Az eredeti cikk szerkesztőit annak laptörténete sorolja fel. Ez a jelzés csupán a megfogalmazás eredetét és a szerzői jogokat jelzi, nem szolgál a cikkben szereplő információk forrásmegjelöléseként.